# Dana Ashbrook
Dana Ashbrook (San Diego, 24 mei 1967) is een Amerikaans acteur. Hij brak in 1990 door met een hoofdrol in de televisieserie Twin Peaks en de daaropvolgende film Twin Peaks: Fire Walk With Me. Ashbrook is een broer van actrice Daphne Ashbrook en van schrijfster Taylor Ashbrook.

## Biografie
Ashbrook groeide op in San Diego in Californië. Zijn vader was hoofd van een toneelschool, zijn moeder een lerares die aan amateurtheater deed. Zijn eerste rollen waren eenmalige gastrollen in series als Cagney and Lacey en 21 Jump Street. Zijn doorbraak kwam met de serie Twin Peaks, waarin hij de rol van angry young man Bobby Briggs kreeg. Ook in de prequelfilm Twin Peaks: Fire Walk With Me was Ashbrook te zien als Bobby Briggs.
Kort na Twin Peaks was Ashbrook als Clyde Barrow te zien in de televisiefilm Bonnie & Clyde: The True Story. Hij had hoofdrollen in voornamelijk B-films en gastrollen in televisieseries als The Outer Limits, Charmed en Law & Order: Special Victims Unit. In de serie Dawson's Creek was hij negen afleveringen te zien in de rol van Rich Rinaldi.